# Сєров Михайло Олександрович
Миха́йло Олекса́ндрович Сєро́в (1904—1971) — майор РА, учасник нацистсько-радянської війни, Герой Радянського Союзу.

## Життєпис
Народився 1904 року в селі Капор'є сучасної Ленінградської області у селянській родині. Закінчив середню школу в Петербурзі, працював на Монетному дворі.
Протягом 1927—1928 років проходив строкову службу в РА.
В червні 1941 року мобілізований, в діючій армії — з вересня. Воював на Леніградському фронті, 16 листопада 1941 року зазнав поранення.
Пройшов лікування, закінчив школу молодших лейтенантів.
Брав участь у боях на Південно-Східному (від серпня 1942-го, 149-та бригада 62-ї армії), Сталінградському, Воронезькому, Другому та Третьому Українському фронтах, тричі зазнавав поранень.
Протягом 3 місяців перебував на передовій під Сталінградом — бої за поселення Ринок, станцію Спартанівка та поселення Сталінградського тракторного заводу — біля річки Мокра Мечетка. Командував ротою автоматників, що перебувала в резерві командира бригади, у критичні моменти скеровувалася на ліквідацію проривів.
4 жовтня під час прориву нацистських сил в напрямі поселення Сталінградського тракторного заводу під сильним обстрілом та авіаційними ударами рота висунулася на лінію вогню та стримувала наступ; було знищено 1 танк та до роти піхоти (відзначений медаллю «За відвагу»).
14 жовтня в часі наступу противника у напрямі поселення Сталінградського тракторного заводу рота старшого лейтенанта Сєрова цілий день стримувала атакуючих, відбито 3 атаки, знищено 2 танки (відзначений орденом Червоного Прапора).
19 листопада 1942-го — 2 лютого 1943-го в складі бригади брав участь у контрнаступі та ліквідації отченого угрупування противника.
Командир батальйону 282-го стрілецького полку 92-ї стрілецької дивізії.
Протягом 7-11 липня 1943 року на Курській дузі брав участь в оборонних боях на Короча (місто)|Корочанському напрямі. 9 липня під містом Постниково було відбито атаки, знищено кілька танків та ліквідовано до роти живої сили, у бою під селом Виползовка сам знищив танк пострілом з протитанкової гармати (відзначений орденом Вітчизняної війни).
Особливо відзначився під час проведення Полтавсько-Кременчуцької (при форсуванні Дніпра) та П'ятихатської операцій (в боях на зайнятому плацдармі та при його розширенні).
30 вересня 1943 року одним із перших в полку зі своїм батальйоном форсував Дніпро поблизу села Келеберда Кременчуцького району, було захоплено плацдарм. В подальших боях плацдарм розширено та звільнено село Деріївка Онуфріївського району із нанесенням значних втрат противнику.
У бою 17 листопада того ж року його підрозділ під селом Лихівка П'ятихатського району захопив стратегічну висоту, чим було забезпечено подальше просування підрозділів полку.
Під час проведення Балатонської операції 6 березня 1945 року противник здійснює контрнаступ значними силами на відтинку 73-ї стрілецької дивізії, витісняє сусідній 214-й стрілецький полк із села Чикота біля міста Надьбайом. 1-й стрілецький батальйон отримує наказ вибити противника із зайнятих окопів; замісник командира полку майор Сєров під час ведення боїв знаходився серед наступаючих порядків. Спільно із командиром батальйону розробив план проведення контрнаступу. Батальйон відбиває контратаки нацистів, після цього вибиває їх із траншей, противник (згідно радянських донесень) втратив убитими близько 200 людей. 8 березня противник оточує вогнеметний батальйон, приданий полку, та намагається прорватися на шосейну дорогу. 2-й батальйон полку під орудою Сєрова переходить в контрнаступ, виводить з оточення вогнеметників, втрати нацистів склали 90 убитими. Сєров нагороджений орденом Кутузова.
Від 1946 року гвардії майор Михайло Сєров перебував у відставці. Проживав у Ленінграді з дружиною Ганною Миколаївною (1908—1989), до 1965 року працював на адміністративно-господарській роботі в Ленінградському морехідному училищі.
Помер 1971 року в Леніграді, похований на кладовищі пам'яті жертв 9 січня.

## Нагороди та вшанування
- Герой Радянського Союзу (20 грудня 1943)
- орден Червоного Прапора (лютий 1943)
- орден Кутузова 3 ступеня (червень 1945)
- орден Вітчизняної війни 2 ступеня (серпень 1943)
- медаль «За відвагу» (листопад 1942)
- медаль «За оборону Сталінграда» (грудень 1942)